# THE LOVE MAP SHOP
『THE LOVE MAP SHOP』（ザ・ラブ・マップ・ショップ）は、チューリップの通算11枚目のアルバム。1981年3月5日発売。

## 解説
メンバーチェンジにより、いわゆる第2期に突入して最初のアルバムである。
前作や財津和夫のソロアルバム『宇宙塵』で提示していた宇宙路線がより明確になり、アルバム全体を一つのコンセプトでプログレ的にまとめたアルバムになっていて、14枚目のアルバム『Halo』まで同様のコンセプトで制作されることになる。
また、新メンバーである宮城伸一郎と伊藤薫と同様に姫野達也がボーカルをとる曲も1曲のみの収録で、財津が中心となっていく第2期の流れが垣間見える。
なお、このアルバムの発売の2か月後にチューリップの個人事務所「クリケット」を設立したため、シンコーミュージック所属として発売した最後のアルバムとなり、クレジットに草野昌一の名前が書かれたのもこのアルバムが最後である。
本作から、ジャケットの「TULIP」の表記が、デビュー以来用いてきた特徴的な曲線的フォントからゴシック体に変更された（1997年の再結成後は元に戻っている）。

## 収録曲
【A】
1. THE LOVE MAP SHOP
  - 作詞／作曲：財津和夫　編曲：チューリップ　ボーカル：財津和夫
  - タイトル曲であり、第2期チューリップのコンセプトを示した楽曲ともいえる。
  - 翌年の1000回記念ライブでは、オープニング曲として演奏された。
2. さよなら道化者
  - 作詞／作曲：財津和夫　編曲：チューリップ・椎名和夫　ボーカル：財津和夫
  - 同日にシングルカットとして発売された楽曲。 
ただし、イントロが異なるほか、コーダ部分にはシングル版にはないコーラスが付け加えられている。  詳細はシングルのページを参照。
3. 愛は戻れない
  - 作詞／作曲：財津和夫　編曲：チューリップ　ボーカル：財津和夫
  - 1番と2番で平和な日常と二人の別れを対比させ、3番で一気に別れを進めていく恋人同士を描いた楽曲。
  - 3番で、財津に続いて「お願いは～振り向かないで」とユニゾンしているのは姫野と宮城で、そこに財津のシャウトと安部俊幸のギターのユニゾンが楽曲の締めとして続く。
4. さよならの真ん中で
  - 作詞／作曲：宮城伸一郎　編曲：チューリップ　ボーカル：宮城伸一郎
  - 宮城による初のボーカル曲。
  - 2012年に宮城のソロ名義のアルバム『THE BEST OF SHINICHIRO MIYAGI NOW&THEN』でセルフカバーされた。
5. おくれる時計
  - 作詞／作曲：財津和夫　編曲：チューリップ　ボーカル：財津和夫
  - クレジットの献辞とつながりを持つ曲。

【B】
1. 音楽の舟
  - 作詞／作曲：財津和夫　編曲：チューリップ　ボーカル：財津和夫
2. 日曜日の風景画
  - 作詞：財津和夫／作曲：姫野達也　編曲：チューリップ　ボーカル：姫野達也
3. Sweet Memory
  - 作詞／作曲：財津和夫　編曲：チューリップ　ボーカル：財津和夫
  - シングル『さよなら道化者』のカップリング曲で、同一テイクが収録されている。
4. 明日、天気になれ
  - 作詞：財津和夫／作曲：安部俊幸　編曲：チューリップ　ボーカル：伊藤薫
  - 伊藤による初のボーカル曲。
  - 翌年の1000回記念ライブで披露された際の一部が2007年に発売されたDVD-BOX『THE FILMS 2 ～LIVE ACT TULIP DVD BOX～』に収録された。
5. Shooting Star
  - 作詞：財津和夫／作曲：財津和夫　編曲：チューリップ　ボーカル：財津和夫
  - 前年の鈴蘭高原でのライブで初披露されていた楽曲の完成版で、初披露時とは歌詞が異なる（未完成だったため歌詞を繰り返していた）。初披露後もアルバム収録までに試行錯誤があったようで、以降のライブ演奏でも歌詞の一部が異なっている。
  - 発表以降に行われたツアーでは必ず演奏されており、ファンからの人気も高い。イントロが1分以上あるため、ライブ演奏ではカットされることが多い。
  - 3番で財津とハモるのは「いつだって～肩を寄せ合って」が宮城、「解かない～結んだ心は」が宮城と伊藤である。  
ただし、後者を宮城と共に担当するメンバーについては、伊藤の脱退後は流動的になっていた。
  - 再結成以降のライブでは上田雅利が一部の曲を除き第2期の楽曲のコーラスを担当しないことから、姫野が宮城と共に担当している。
  - 2000年に発売された『TULIP Anthology1〜Rare Tracks〜』には『Shooting Starsバージョン』が収録されており、イントロの有無やミックス等に差異がある。
  - アルバム『I Like Party』の頃にエグゼクティブプロデューサーを務めていた広瀬将俊は、チューリップのベスト曲にこの曲を挙げている。

## クレジット
PRODUCER  KAZUNAGA NITTA
DIRECTOR  KEIICH YONEDA
SUPERVISER  SHIRO NISHIDA
ENGINEER TAKESHI ITO
MANAGER  SHUNJI UENO, MICHAEL N.Y.DUER
STRINGS ARRANGEMENT  KAZUO SHIINA(A-2)
ALBUM DESIGN  TAKUYA ONO DESIGN OFFICE
PHOTOGRAPHY  KENJI TAGUCHI
ALL SONGS WRITTEN, COMPOSED,AND PERFORMED BY TULIP
RECORDED AT TOSHIBA EMI STUDIO,STUDIO TAKE ONE,AND SOUND CITY STUDIO
SHOO KUSANO – SHINKO PRODUCTIONS
I dedicate this record to all the dead clocks.